# The Strange Love of Martha Ivers
The Strange Love of Martha Ivers (bra: O Tempo Não Apaga; prt: O Estranho Amor de Martha Ivers) é um filme estadunidense de 1946, do gênero filme noir, dirigido por Lewis Milestone e estrelado por Barbara Stanwick e Van Heflin. Barbara faz uma mulher má nesta produção cheia de peripécias e que foi grande sucesso. O filme marca a estreia de Kirk Douglas nas telas e é o segundo de Lizabeth Scott.
O roteiro de Robert Rossen foi baseado no conto Love Lies Bleeding, do dramaturgo John Patrick, indicado ao Oscar de História Original.

## Sinopse
Casada sem amor com o promotor de justiça alcoólatra Walter O'Neil, Martha Ivers hoje está à frente de um império industrial na pequena Iverstown (Pensilvânia), mas seu passado foi violento: dezoito anos antes, ela acidentalmente matara a tia, que a impedira de fugir com Sam Masterson, um menino pobre que vivia pelas ruas. Agora, Sam está de volta, andarilho e jogador, e seu caminho cruza-se com o de Toni Marachek, uma jovem com problemas com a polícia. Ao procurar ajuda de Walter, ele desperta novamente a paixão de Martha, o que resulta em uma espiral de ciúme, chantagem, manipulações e morte.

## Elenco
| Ator/Atriz       | Personagem         |
| ---------------- | ------------------ |
| Barbara Stanwick | Martha Ivers       |
| Van Heflin       | Sam Masterson      |
| Lizabeth Scott   | Toni Marachek      |
| Kirk Douglas     | Walter O'Neil      |
| Judith Anderson  | Tia de Martha      |
| Roman Bohnen     | Pai de Walter      |
| Darryl Hickman   | Sam adolescente    |
| Janis Wilson     | Martha adolescente |
| Mickey Kuhn      | Walter adolescente |
| Ann Doran        | Bobbi St. John     |
| Frank Orth       | Atendente do hotel |

## Produção
O diretor Lewis Milestone deixou o filme muitos dias em solidariedade a uma greve dos cenógrafos que ocorria. Durante sua ausência, Byron Haskin cuidou da direção sem receber créditos . Stanwyck tinha muito cuidado com sua atuação e não deixava de avisar seus colegas de cena que não gostava de ser ofuscada. Quando ela viu o truque da moeda que Van Heflin aprendera – por sugestão de Milestone, para apresentar o personagem dele como jogador profissional – ela o avisou que não fizesse aquilo durante qualquer cena importante com ela. Ao falar isso ela levantou a saia e ajustou a liga da perna. Como resultado, Heflin fez o truque apenas uma vez em cena com a atriz . Kirk Douglas mais tarde escreveu que Stanwyck fora indiferente a ele no começo, até um momento que ela prestou atenção em suas cenas e lhe disse: "Ei, você é muito bom!". Douglas, ressentido de ter sido ignorado anteriormente, retrucou: "Agora é tarde, Senhora Stanwyck". Mas os dois se deram bem depois .
Seis meses após o lançamento do filme, Milestone deu uma entrevista e disse que nunca mais voltaria a trabalhar para o produtor Hal B. Wallis, pois ele lhe pedira para refilmar cenas dando mais close-ups de Lizabeth Scott. Milestone recusou, falando a Wallis que o fizesse ele mesmo, e, de acordo com o diretor, Wallis o fez .

## Principais premiações
| Prêmio | Categoria                | Situação                    |
| ------ | ------------------------ | --------------------------- |
| Óscar  | Melhor História Original | Indicado[carece de fontes?] |